# Peintre de Hirschfeld
Le « peintre de Hirschfeld » est le nom conventionnellement donné à un potier et céramographe grec anonyme, actif en Attique entre -750 et -725, dont la production est dans le style de la fin de l'époque géométrique I. Son nom est dû à l'archéologue Gustav Hirschfeld qui a décrit pour la première fois le chef-d'œuvre désormais connu sous le nom de cratère de Hirschfeld, conservé au Musée national archéologique d'Athènes (inv. 990).

## Style
Le style du peintre de Hirschfeld reprend celui du maître du Dipylon et de son atelier, mais à la différence de celui-ci, comme en témoignent le NAMA 990 et le MMA 14.130.14, la plus grande partie de la surface du vase est cette fois dédiée à des scènes où interviennent des chœurs et autres rassemblements de figures humaines représentées en nombre. La décoration géométrique (coquilles Saint-Jacques, méandres, losanges, pointillés, triangles) a une fonction ornementale secondaire par rapport aux scènes quasi narratives qui annoncent le style ultérieur géométrique tardif II.

## Œuvres attribuées à cet atelier

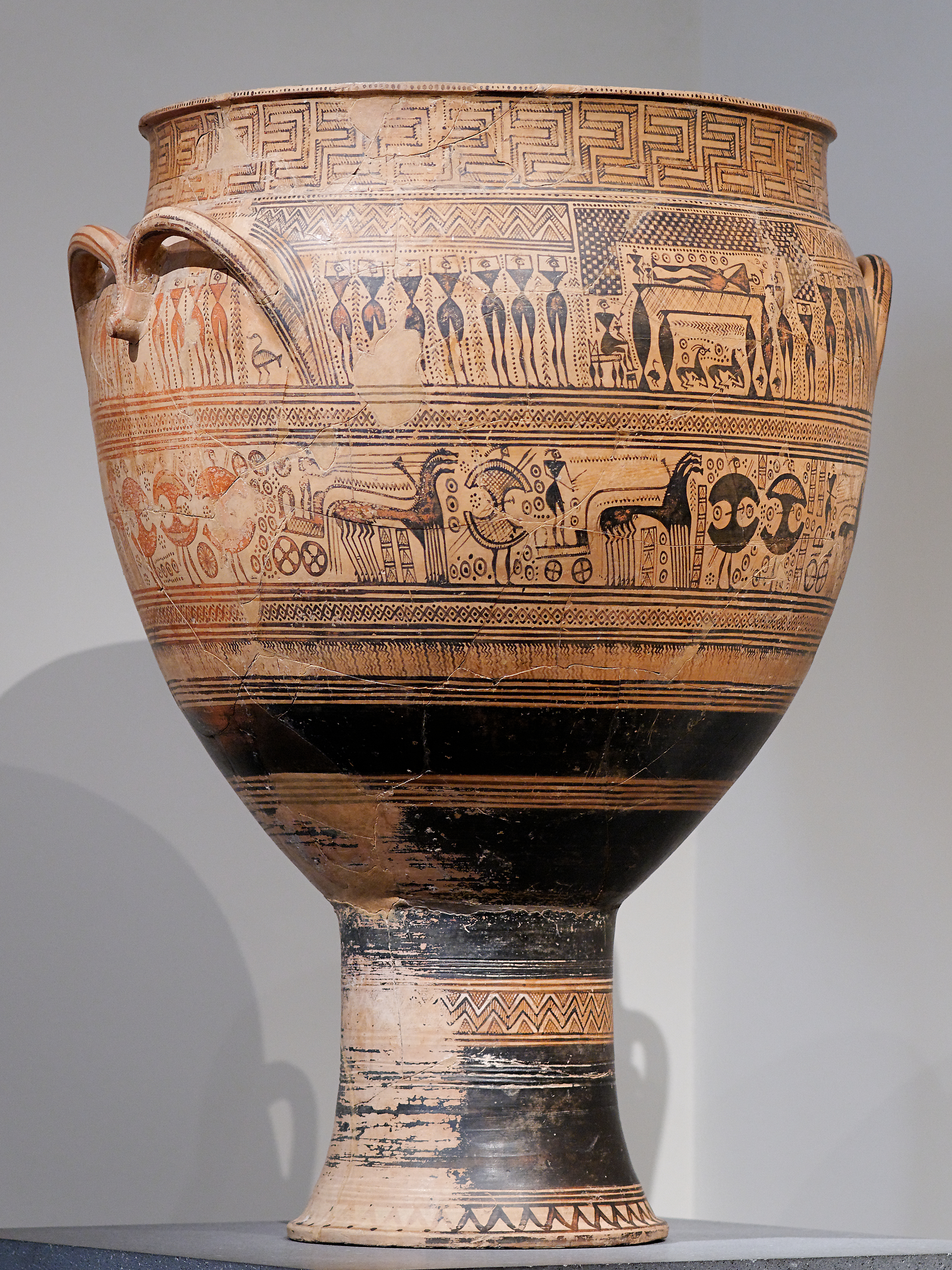
Cratère funéraire athénien, atelier du « peintre de Hirschfeld », géométrique tardif I, -750/-735 environ. Hauteur : 108,3 cm. New York, Metropolitan Museum of Art 14.130.14

- « Cratère de Hirschfeld », géométrique tardif I, Musée national archéologique d'Athènes, NAMA 990

- Cratère, géométrique tardif I, Metropolitan Museum of Art, New York, MMA 14.130.14

- Skyphos, géométrique tardif I, Museum of Fine Arts, Boston, 1971.19

Détails du cratère du Metropolitan Museum
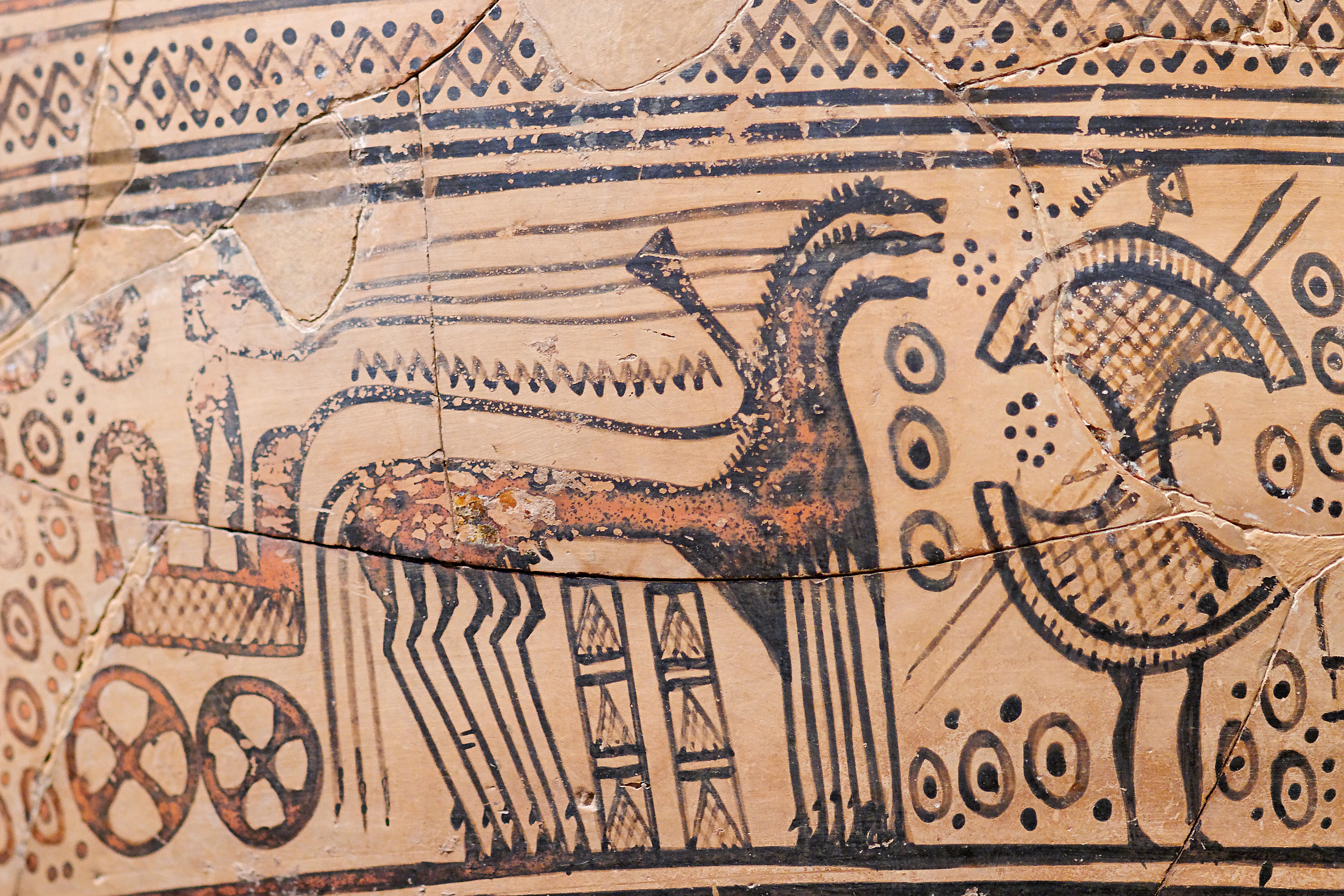
Cratère funéraire athénien, époque géométrique tardive I, -750/-735, attribué à l'atelier du « peintre de Hirschfeld » ; hauteur : 108,3 cm. New York, Metropolitan Museum of Art 14.130.14.
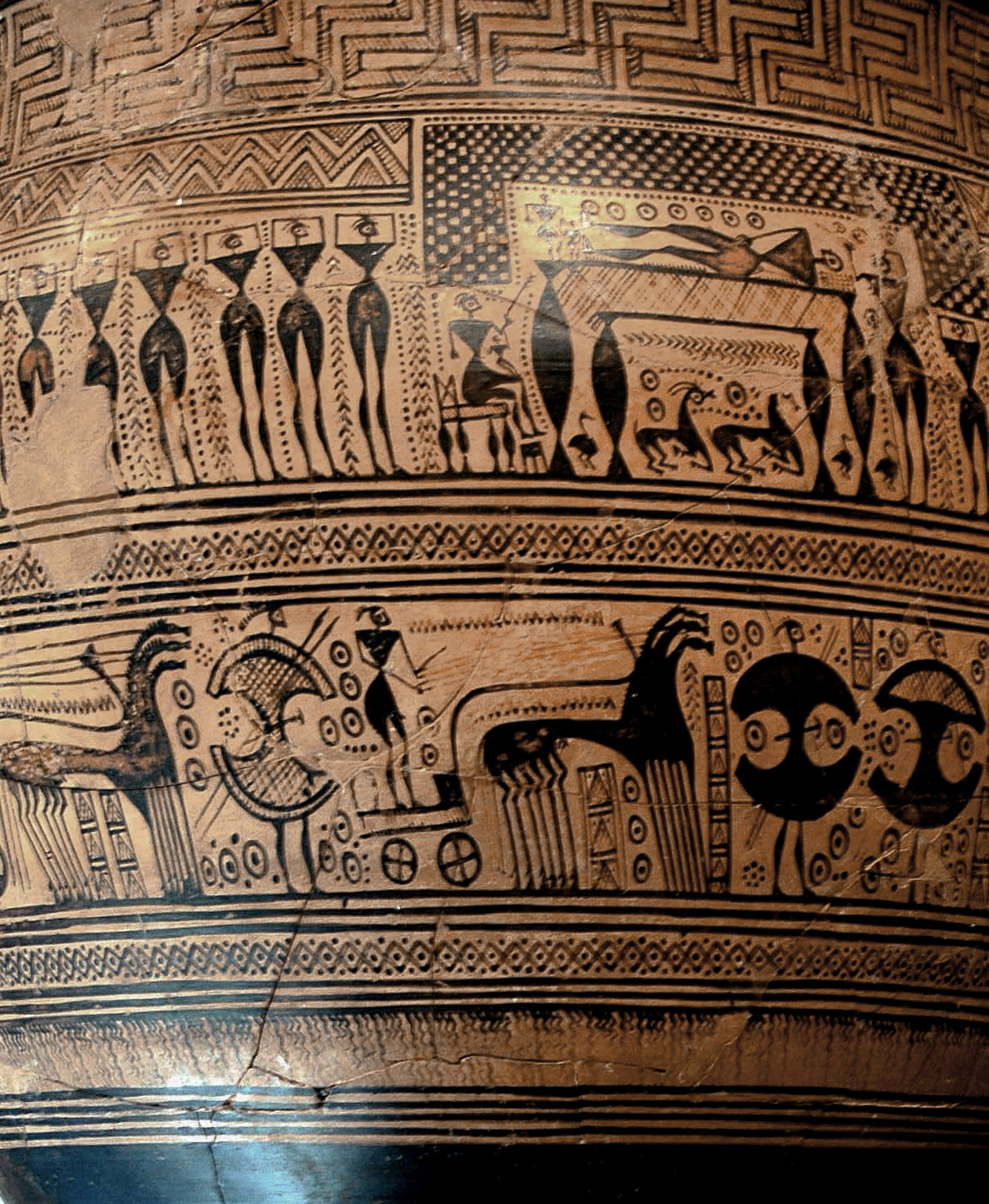
Mise en scène du deuil d'un aristocrate. Registre supérieur: scène de prothesis (exposition du corps); inférieur: procession, chars à 3 chevaux, soldats.

Les pierres tombales monumentales (ou équivalent) ont été introduites pour la première fois au cours de la période géométrique. Il s'agissait alors de grands vases, souvent décorés de représentations funéraires. Ce n'est qu'à l'époque archaïque que les sculptures de pierre ont été utilisées comme monuments funéraires. Sur le magnifique cratère du Metropolitan Museum of Art, la scène principale occupe la partie la plus large du vase et montre le défunt étendu sur un cercueil entouré des membres de sa maison et, de chaque côté, des personnes en deuil. Pour une clarté optimale, le mort est représenté sur le côté, et le linceul à carreaux qui recouvrirait normalement le corps a été relevé et régularisé en un long rectangle à deux saillies. La zone ci-dessous montre une procession de chars et de fantassins. Les personnages peuvent faire référence aux exploits militaires du défunt. Parce que les boucliers en sablier et les chars jouaient un rôle plus limité à cette époque qu'au début de l'âge du bronze, la scène évoque plus probablement l'ascendance et les traditions glorieuses auxquelles appartenait le mort.